# Liste des plantes dont le nom se réfère à un animal

## C
- Corne-de-cerf : variété de plantain (Plantago coronopus) ou de fougère (Platycerium bifurcatum)

## Àllure
- Dent de chien
- Dent-de-lion

## G
- Gueule-de-loup

## L
- Langue-d'agneau : variété de plantain (Plantago)
- Langue-de-bœuf
- Langue-de-cerf : variété de fougère scolopendre
- Langue-de-chien
- Langue-de-moineau : autre nom de la passerine, une Thyméléacée
- Langue-d'oie
- Langue-d'oiseau
- Langue-de-serpent : la Pogonie langue-de-serpent, une Orchidée
- Lait-d'âne

## O
- Œil de bœuf
- Œil-de-vache : autre nom de l'anthémis fétide, une Astéracée
- Oreille-d'âne : la grande consoude (dite aussi plantain lancéolé en Normandie) et molène en Provence
- oreille de cochon, ou Aster maritime
- oreille d'éléphant  : diverses plantes, dont Alocasia macrorrhizos, une plante ornementale à feuilles très larges (dite aussi colocase des marais)
- Oreille d'homme : variété d'asaret
- Oreille d'ours
- Oreille de chèvre : variété de Centaurée
- Oreille de lapin
- Oreille de lièvre : plantain lancéolé ; mâche
- Oreille de loup : la Molène thapsus et une variété de primevère[réf. nécessaire]
- Oreille de rat : céraiste; mâche (Ain, Jura). (Le Grand Robert, 2003)
- Oreille de souris
- Orge des rats ou Orge des souris : (Hordeum murinum L.) plante herbacée annuelle de la famille des Poacées.

## P
- Pain d'oiseaux, variété de plantain
- Pas-d'âne : autre nom du tussilage, une Astéracée
- Patte-d'araignée : autre nom de la nigelle cultivée, une Renonculacée
- Patte-de-loup
- Patte d'ours
- Pied-d'alouette
- pied de chèvre : oxalis pied de chèvre famille des oxalidaceae
- Pied-de-coq
- Pied-de-corbeau : la cotule pied-de-corbeau, une plante de la famille des Asteraceae
- Pied de griffon
- Pied-de-lièvre
- Pied-d'oiseau
- Pied-de-poule
- Pied-de-veau
- Poil-de-bouc
- Poil-de-chèvre
- Poil-de-chien
- Pied-de-loup

## Q
- Queue-de-cheval : la grande queue-de-cheval, une Equisetaceae
- Queue-d'écureuil : l'orge queue-d'écureuil, une Poaceae
- Queue-de-lièvre
- Queue-de-rat : variété de plantain
- Queue-de-renard
- Queue-de-scorpion : variété de cyme (cyme scorpioïde)
- Queue de souris

## S
- Souris-rose : ancien nom vernaculaire (XIXe siècle) donné à un champignon du genre Agaricus.
- Souris de terre  : entre autres, l'un des noms donnés à une plante tubéreuse de l'espèce Lathyrus tuberosus
- Souris végétale : l'un des noms vernaculaires du Kiwi, et de l'espèce Arisarum proboscideum.